# Jamie Woon
 (juin 2012).
Si vous disposez d'ouvrages ou d'articles de référence ou si vous connaissez des sites web de qualité traitant du thème abordé ici, merci de compléter l'article en donnant les références utiles à sa vérifiabilité et en les liant à la section « Notes et références ».
Jamie Woon (né le 29 mars 1983 à New Malden, Kingston upon Thames, dans la banlieue de Londres) est un auteur, compositeur, interprète et producteur de musique anglais.

## Biographie
Jamie Woon a été révélé au grand public et rendu célèbre grâce à la sortie de son single Night Air en 2010, puis de son album Mirrorwriting en avril 2011.
D'origine sino-malaisienne par son père, et irlandaise et écossaise par sa mère, il est né et a grandi dans le quartier de New Malden, dans le borough de Kingston upon Thames, à Londres.

## Liens externe
- Site officiel
- Ressources relatives à la musique :   - AllMusic
  - Discogs
  - Last.fm
  - MusicBrainz
  - Rate Your Music
  - Songkick
  - SoundCloud
- Notices d'autorité :   - VIAF
  - ISNI
  - BnF (données)
  - LCCN
  - GND
  - Israël